# Le Cœur humain
Pour les articles homonymes, voir Human Hearts.
Pour plus de détails, voir Fiche technique et Distribution.
Le Cœur humain (Human Hearts) est un film muet américain réalisé par King Baggot et sorti en 1922. Il s'agit de la seconde version par Baggot du film Human Hearts sorti en 1914.

## Fiche technique
- Titre original : Human Hearts
- Titre français : Le Cœur humain
- Réalisation : King Baggot
- Scénario : Lucien Hubbard, d'après Hal Reid
- Chef-opérateur : Otto Dyar, Victor Milner
- Production : Universal Film Manufacturing Company
- Dates de sortie : 
  - États-Unis : 5 août 1922
  - France : 2 mars 1923

## Distribution
- House Peters : Tom Logan
- Russell Simpson : Paul Logan
- Gertrude Claire : Ma Logan
- George Hackathorne : Jimmy Logan
- George West : le vieux Mose
- Lucretia Harris : Carolina
- Edith Hallor : Barbara Kaye
- Ramsey Wallace : Benton
- Mary Philbin : Ruth
- H.S. Karr : Seth Bascom
- Snitz Edwards : Ran Schreiber
- Gene Dawson : Barbara
- Emmett King : le gouverneur
- Wilton Taylor : le gardien